# باشگاه فوتبال قره‌باغ خان‌کندی
باشگاه فوتبال قاراباغ خان‌کندی (به لاتین: FC Qarabag Khankendi) یک باشگاه و تیم فوتبال در جمهوری آذربایجان است.